# Yohan Blake
 Yohan Blake (Saint James, 26 december 1989) is een Jamaicaanse atleet, die zich heeft toegelegd op de sprint. Hij is na Usain Bolt de snelste atleet op de 100 m en 200 m. Zowel op de 100 m als op de 200 m heeft hij de tweede tijd aller tijden staan met 9,69 op de 100 m en 19,26 op 200 m.

## Biografie

### Eerste internationale successen als junior
Yohan Blake werd geboren in de parish Saint James in het noordoosten van Jamaica. Zijn eerste grote internationale toernooi waren de wereldkampioenschappen voor B-junioren van 2005, waar hij deelnam aan de 100 m. Hij kwam toen in de finale, waarin hij een zevende plek behaalde. Een jaar later deed hij mee aan de wereldkampioenschappen voor junioren (WJK). Hier nam hij deel aan de 4 × 100 m estafette en de 100 m. Hij veroverde op die onderdelen respectievelijk een eerste en derde plaats. Hij deed dat jaar tevens mee aan de Centraal-Amerikaanse en Caribische Spelen voor junioren, waar hij kampioen werd op de 100 m.

### Jongste ooit onder de tien seconden

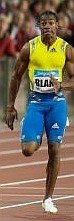
Blake op de 100 meter

Twee jaar later, in 2008, deed Blake voor de tweede keer aan de WJK, waar hij tweede werd op de 4 × 100 m en vierde bij de 100 m. In datzelfde jaar verbeterde hij het Jamaicaanse juniorenrecord op de 100 m tot 10,11 s tijdens de CARIFTA Spelen (Caribisch atletiektoernooi voor landen aangesloten bij de CARIFTA), en won daarbij de wedstrijd in de categorie onder twintig jaar. In 2009 speelde Blake voor het eerst een prominente rol bij de senioren door bij de Golden Gala, een Golden League-wedstrijd, op het podium te eindigen achter Tyson Gay en Asafa Powell in een persoonlijk record van 9,96. Hij werd daarmee de gedeeld jongste ooit, die onder de tien seconden op de 100 m heeft gelopen (negentien jaar en 196 dagen oud). Daarna heeft Blake bij verscheidende Golden en later Diamond League-wedstrijden een podiumplek weten te behalen.

### Schorsing
Bij de Jamaicaanse kampioenschappen in juni 2009 werd Yohan Blake samen met vier andere Jamaicaanse atleten positief getest op methylxanthine, dat tegenwoordig niet meer op de dopinglijst staat. Desondanks besloot de Jamaicaanse atletiekbond Blake uit het estafetteteam van de wereldkampioenschappen in 2009 te zetten. Later bleek, dat het methylhexanamine was, wat wel verboden was en werd Blake samen met drie van de vier andere atleten vanaf september 2009 voor drie maanden geschorst.

### Twee wereldtitels
Bij de wereldkampioenschappen in 2011 kwalificeerde Blake zich als snelste voor de finale. Toen de gedoodverfde winnaar Usain Bolt werd gediskwalificeerd door een valse start, greep Blake zijn kans en won het kampioenschap in 9,92, met een ruime voorsprong van zestien honderdste van een seconde op de nummer twee, Walter Dix. Hij werd hiermee de jongste wereldkampioen op de 100 m. Daar bleef het niet bij, want vervolgens snelden Nesta Carter, Usain Bolt, Michael Frater en Yohan Blake ook nog eens naar het goud op de 4 × 100 m estafette.

### Olympische Spelen
Op de Olympische Spelen van 2012 in Londen won hij op de 100 m een zilveren medaille. Met een tijd van 9,75 eindigde hij achter zijn landgenoot Usain Bolt (goud; 9,63) en voor de Amerikaan Justin Gatlin (brons; 9,79). Ook op de 200 m eindigde hij als tweede in 19,44 en moest hij zijn meerdere erkennen in Bolt. Later snelde hij samen met landgenoten Nesta Carter, Michael Frater en Usain Bolt naar goud op de 4 × 100 m estafette in een wereldrecordtijd van 36,84.
Op 23 augustus won Blake op de Athletissima in Lausanne de 100 m in een persoonlijk record van 9,69, de tweede tijd aller tijden.

### 2013
Blake liep in april een hamstringblessure op en kon zich niet kwalificeren voor de 200 m op de WK van 2013. Als regerend kampioen mocht hij wel op de 100 m uitkomen, maar hij besloot dit niet te doen vanwege zijn blessure.

### Wereldrecord
In 2014 vond in Nassau op de Bahama's de eerste editie plaats van de IAAF World Relays, de officieuze wereldkampioenschappen estafettes, een jaarlijks terugkerend kampioenschap waarin een vijftal estafetteonderdelen op het programma staan. Yohan Blake maakte er deel uit van twee Jamaicaanse estafetteploegen. Op de 4 × 100 m estafette liep hij samen met Nesta Carter, Julian Forte en Nickel Ashmeade naar de overwinning in 37,77. Vervolgens herhaalde hij deze prestatie samen met Nickel Ashmeade, Warren Weir en Jermaine Brown op de 4 × 200 m estafette. Op dit onderdeel werd de gouden medaille veroverd in 1.18,63, wat bovendien een verbetering was van het wereldrecord van 1.18,68 uit 1994, dat op naam stond van een Amerikaanse ploeg met daarin onder andere Carl Lewis.
Individueel ging het echter nog steeds niet goed en tijdens de Sainsbury's Glasgow Grand Prix 100 m viel hij geblesseerd na 40 meter uit. Dit betekende een vervroegd einde van zijn seizoen.

### 2015
Blake probeerde het opnieuw in 2015. Tijdens de Jamaicaanse kampioenschappen kwam hij niet verder dan de halve finales op de 100 m en liep hij de 200 m niet. 

### Tweede Spelen
In de eerste 200 meter race van 2016 werd Blake tweede achter Warren Weir. Zijn eerste 100 m won hij in een tijd van 9,95, zijn snelste tijd in vier jaar. Een maand later liep Blake een 100 m in 9,94 achter Bolt in Kingston. Bij absentie van Usain Bolt schreef Blake vervolgens de nationale titels op de 100 m en 200 m op zijn naam. Hiermee kwalificeerde hij zich op beide onderdelen voor de Olympische Spelen in Rio. Op de 100 m bereikte hij de finale, waarin hij met een seizoensbeste tijd van 9,93 net buiten het podium op de vierde plaats eindigde. Op de 200 m kende hij minder succes. Hij liep overtuigend in de series, door met gemak naar 20,13 te lopen, maar zijn 20,37 in de halve finale was niet genoeg voor de finale. Samen met zijn landgenoten Asafa Powell, Nickel Ashmeade en Usain Bolt won hij ten slotte wel het goud op de 4 × 100 m estafette in 37,26.

### 2017
Blake opende het seizoen met een 400 m waarin hij laatste werd. Zijn eerste 100 m was het echter wel raak, hij won de World Challenge in Kingston in 9,93. Ook tijdens het afscheid van Usain Bolt in Jamaica won hij in 9,97 en werd hij later Jamaicaans kampioen op de 100 m in een seizoenbeste tijd van 9,90. Ook op de 200 m wist hij deze titel te prolongeren in 19,97, zijn eerste 200 m onder de 20 seconden sinds 2012. Vlak voor de WK in Londen moest hij echter afzeggen voor de Diamond League wedstrijd in Rabat vanwege een lichte blessure. 
Blake was weer op tijd fit voor de WK in Londen, waar hij de 100 m, 200 m en 4 × 100 m estafette liep. In zijn serie van de 100 m werd hij tweede, maar zijn halve finale won hij wel. In de finale schoot hij echter net tekort en moest hij, evenals het jaar daarvoor, genoegen nemen met een vierde plaats in 9,99. De 200 m verliep nog slechter, hij werd derde in de langzaamste halve finale en zijn tijd (20,52) was dan ook niet genoeg voor de finale. Het was onzeker of hij fit zou zijn voor de estafettefinale, maar hij liep hem uiteindelijk toch. Hij gaf als derde loper het stokje over aan Usain Bolt, bezig aan zijn laatste race ooit, terwijl ze rond de derde plek liepen. Helaas kreeg Bolt de kans niet om aan een inhaalrace te beginnen, aangezien hij na 10 meter geblesseerd uitviel en het Jamaicaanse team dus niet finishte. Het was de eerste grote estafetterace sinds 2007 die niet door Jamaica werd gewonnen en Blake keerde dus medailleloos terug naar Jamaica.

### 2019
In 2019 werd bekendgemaakt dat Blake niet langer door Glen Mills gecoacht werd, maar door Patrick Dawson. Deze staat bekend als de voormalige coach van onder meer Zharnel Hughes.

### Opnieuw naar de OS
In 2021 mocht Blake een derde keer aantreden op de Olympische Spelen. Op de uitgestelde OS van Tokio werd Blake uitgeschakeld in de halve finale van de 100 m. Samen met Jevaughn Minzie, Julian Forte en Oblique Seville eindigde Blake in het estafettenummer van de 4 × 100 m op een vijfde plaats.

## Titels
- Olympisch kampioen 4 × 100 m - 2012, 2016
- Wereldkampioen 100 m - 2011
- Wereldkampioen 4 × 100 m - 2011
- World Athletics Relays kampioen 4 × 100 m - 2014
- World Athletics Relays kampioen 4 × 200 m - 2014
- Jamaicaans kampioen 100 m - 2012, 2016, 2017, 2019
- Jamaicaans kampioen 200 m - 2012, 2016, 2017

## Statistieken

### Persoonlijke records
Outdoor
| Onderdeel | prestatie | Datum             | Plaats   |
| --------- | --------- | ----------------- | -------- |
| 100 m     | 9,69 s    | 23 augustus 2012  | Lausanne |
| 200 m     | 19,26 s   | 16 september 2011 | Brussel  |
| 400 m     | 46,32 s   | 23 maart 2013     | Kingston |

Indoor
| Onderdeel | prestatie | Datum           | Plaats   |
| --------- | --------- | --------------- | -------- |
| 60 m      | 6,75 s    | 1 februari 2008 | New York |

### Prestatieontwikkeling
| Jaar | 60 m   | 100 m   | 200 m   | 400 m   |
| ---- | ------ | ------- | ------- | ------- |
| 2005 | -      | 10,56 s | -       | -       |
| 2006 | -      | 10,33 s | 20,92 s | -       |
| 2007 | -      | 10,11 s | 20,62 s | -       |
| 2008 | 6,75 s | 10,27 s | 21,06 s | -       |
| 2009 | -      | 9,93 s  | 20,60 s | 46,80 s |
| 2010 | -      | 9,89 s  | 19,78 s | 47,89 s |
| 2011 | -      | 9,82 s  | 19,26 s | 47,01 s |
| 2012 |        | 9,69 s  | 19,44 s | 46,49 s |
| 2013 | -      | -       | 20,72 s | 46,32 s |
| 2014 | -      | 10,02 s | 20,48 s | 47,20 s |
| 2015 | -      | 10,12 s | -       | -       |
| 2016 | -      | 9,93 s  | 20,13 s | 48,41 s |
| 2017 | -      | 9,90 s  | 19,97 s | 47,42 s |
| 2018 | -      | 9,95 s  | 20,95 s | -       |
| 2019 | -      | 9,96 s  | 20,23 s | -       |
| 2020 | -      | 10,15 s | 20,62 s | 47,59 s |
| 2021 | -      | 9,95 s  | 20,18 s | -       |

## Palmares

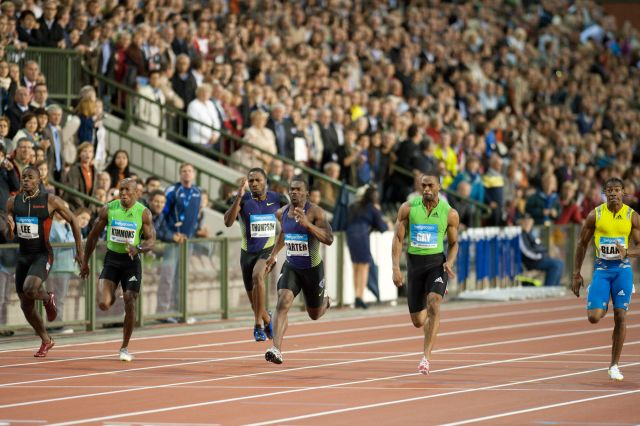
Blake (rechts) tijdens de Memorial Van Damme 2010

### 100 m
Kampioenschappen
- 2005: 7e WK voor B-junioren - 10,65 s
- 2006:  WK U20 - 10,42 s
- 2006:  CAC Spelen
- 2008: 4e WK U20 - 10,51 s
- 2008:  CARIFTA Spelen - 10,11 s
- 2009:  Golden League Parijs - 9,93 s
- 2011:  WK - 9,92 s
- 2012:  OS - 9,75 s
- 2016: 4e OS - 9,93 s
- 2017: 4e WK - 9,99 s
- 2018:  Gemenebestspelen - 10,19 s
- 2019: 5e WK - 9,97 s
- 2021: 6e in ½ fin. OS - 10,14 s

Diamond League-podiumplekken
- 2010:  Adidas Grand Prix – 9,91 s
- 2010:  Athletissima – 9,96 s
- 2010:  Meeting Areva – 9,95 s
- 2010:  London Grand Prix – 9,89 s
- 2010:  Memorial Van Damme – 9,91 s
- 2011:  London Grand Prix – 9,95 s
- 2011:  Weltklasse Zürich – 9,82 s
- 2012:  Adidas Grand Prix – 9,90 s
- 2012:  Athletissima – 9,69 s
- 2012:  Weltklasse Zürich - 9,76 s
- 2014:  Adidas Grand Prix – 10,21 s
- 2017:  Memorial Van Damme - 10,02 s
- 2018:  Memorial Van Damme - 9,94 s
- 2019:  Birmingham Diamond League - 10,07 s
- 2019:  London Grand Prix - 9,97 s
- 2019:  Weltklasse Zürich - 10,07 s

### 200 m
Kampioenschappen
- 2012:  OS - 19,44
- 2016: 6e in ½ fin. OS - 20,37 (20,13 in series)
- 2017: 3e in ½ fin. WK - 20,52 (20,39 in series)
- 2019: 6e in ½ fin. WK - 20,37 s

Diamond League-podiumplekken
- 2010:  Herculis – 19,78 s
- 2010:  Memorial Van Damme – 19,86 s
- 2011:  Memorial Van Damme – 19,26 s
- 2012:  Memorial Van Damme – 19,54 s

### 4 × 100 m
- 2006:  WK U20 - 39,05 s
- 2008:  WK U20 - 39,25 s
- 2011:  WK - 37,04 s (WR)
- 2012:  OS - 36,84 s (WR)
- 2014:  World Athletics Relays - 37,77 s
- 2016:  OS - 37,27 s
- 2017: DNF WK
- 2018:  Gemenebestspelen - 38,35 s
- 2019: 5e in reeksen WK
- 2021: 5e OS - 37,84 s

### 4 × 200 m
- 2014:  World Athletics Relays - 1.18,63 (WR)

## Onderscheidingen
- Jamaicaans atleet van het jaar - 2011

1912: Jacobs, Macintosh, d'Arcy, Applegarth ·
1920: Paddock, Scholz, Murchison, Kirksey ·
1924: Clarke, Hussey, Leconey, Murchison ·
1928: Wykoff, Quinn, Borah, Russell ·
1932: Kiesel, Toppino, Dyer, Wykoff ·
1936: Owens, Metcalfe, Draper, Wykoff ·
1948: Ewell, Wright, Dillard, Patton ·
1952: Smith, Dillard, Remigino, Stanfield ·
1956: Murchison, King, Baker, Morrow ·
1960: Cullmann, Hary, Mahlendorf, Lauer ·
1964: Drayton, Ashworth, Stebbins, Hayes ·
1968: Greene, Pender, Smith, Hines ·
1972: Black, Taylor, Tinker, Hart ·
1976: Glance, Jones, Hampton, Riddick ·
1980: Moeravjov, Sidorov, Prokofjev, Aksinin ·
1984: Graddy, Brown, Smith, Lewis ·
1988: Bryzgin, Krylov, Moeravjov, Savin ·
1992: Marsh, Burrell, Mitchell, Lewis ·
1996: Esmie, Gilbert, Surin, Bailey ·
2000: Drummond, Williams, Lewis, Greene ·
2004: Gardener, Campbell, Devonish, Lewis-Francis ·
2008: Bledman, Burns, Callender, Thompson ·
2012: Carter, Frater, Blake, Bolt ·
2016: Powell, Blake, Ashmeade, Bolt ·
2020: Desalu, Jacobs, Patta, Tortu ·
2024: Brown, Blake, Rodney, De Grasse
1983 Carl Lewis ·
1987 Carl Lewis ·
1991 Carl Lewis ·
1993 Linford Christie ·
1995 Donovan Bailey ·
1997 Maurice Greene ·
1999 Maurice Greene ·
2001 Maurice Greene ·
2003 Kim Collins ·
2005 Justin Gatlin ·
2007 Tyson Gay ·
2009 Usain Bolt ·
2011 Yohan Blake ·
2013 Usain Bolt ·
2015 Usain Bolt ·
2017 Justin Gatlin ·
2019 Christian Coleman · 
2022 Fred Kerley · 
2023 Noah Lyles
1983 King, Gault, Smith, Lewis ·
1987 McRae, McNeill, Glance, Lewis ·
1991 Cason, Burrell, Mitchell, Lewis ·
1993 Drummond, Cason, Mitchell, Burrell ·
1995 Esmie, Gilbert, Surin, Bailey ·
1997 Esmie, Gilbert, Surin, Bailey ·
1999 Drummond, Montgomery, Lewis, Greene ·
2001 Nagel, du Plessis, Newton, Quinn ·
2003 Capel, Williams, Patton, Johnson ·
2005 Doucouré, Pognon, De Lépine, Dovy ·
2007 Patton, Spearmon, Gay, Dixon ·
2009 Mullings, Frater, Bolt, Powell ·
2011 Carter, Frater, Blake, Bolt ·
2013 Carter, Bailey-Cole, Ashmeade, Bolt ·
2015 Carter, Powell, Ashmeade, Bolt ·
2017 Ujah, Gemili, Talbot, Mitchell-Blake ·
2019 Coleman, Gatlin, Rodgers, Lyles ·
2022 Brown, Blake, Rodney, De Grasse ·
2023 Coleman, Kerley, Carnes, Lyles